# Python Paste
Python Paste, frequentemente chamado simplesmente de Paste, é um conjunto de utilitários para desenvolvimento web em Python. O Paste foi descrito como "um framework para frameworks web".

## Python Paste
O pacote Python Paste contém módulos Python que ajudam na implementação de middleware WSGI.
O pacote inclui um invólucro WSGI para aplicações CGI. Ele também inclui um servidor Web simples que pode produzir pedidos WSGI.

## Middleware WSGI
O padrão WSGI é uma interface que permite que os aplicativos utilizem código Python para manipular solicitações HTTP. Uma aplicação WSGI é passada a uma representação Python de uma solicitação HTTP por um aplicativo e retorna o conteúdo que normalmente eventualmente seja processado por um navegador web. Um uso comum para isso é quando um servidor web serve o conteúdo criado pelo código Python.
Há, porém, outros usos: o middleware WSGI é o código Python que recebe um pedido WSGI e, em seguida, executa a lógica com base nesse pedido, antes de passar o pedido para uma aplicação WSGI ou mais middlewares WSGI. O middleware WSGI aparece para uma aplicação como um servidor e para o servidor como uma aplicação. Isto é análogo à função dos pipes em sistemas Unix. A funcionalidade fornecida pelo middleware WSGI pode incluir autenticação, registro, redirecionamento de URL, criação de sessões e compressão.
Paste ajuda no desenvolvimento de tais sistemas de middleware WSGI. Por exemplo, ele é usado em framework de aplicações web Pylons.

## Subcomponentes do Paste
Paste tem sido um projeto de código aberto de longa duração, que data de pelo menos 2005. Como ele cresceu, tornou-se desagregado de vários outros utilitários do núcleo do Paste. Estes utilitários são parte do projeto Paste, mas formam os seus próprios pacotes e têm seus próprios números de versão. Eles incluem:
- WebOb é um invólucro em torno do ambiente WSGI.
- Paste Deploy é um sistema para procurar e configurar aplicações WSGI e servidores.
- Paste Script, WebTest, ScriptType, INITools, Tempita, WaitForIt, WPHP, WSGIFilter e WSGIProxy são outros pacotes notáveis.